# Гипоплазия матки
Гипоплазия матки — одна из патологий развития матки женщины. В этом случае матка имеет размеры меньшие, чем должно быть в норме.
Норма — 7 см для нерожавшей женщины и 8 см для рожавшей. При этом шейка матки составляет 2,5 см.

## Симптомы
Симптомы гипоплазии матки следующие:
- Отставание девушки в развитии (налицо маленький рост, узкий таз и грудь)
- Сбои менструации, при этом сильные боли

Кроме того, месячные появляются поздно, в 15—16 лет.

## Причины
Причины гипоплазии следующие:
- Нервные потрясения, плохой сон
- Нарушенный режим работы и отдыха
- Нарушение гормонального фона
- Частые инфекционные заболевания

## Диагностика
Гипоплазия определяется уже при осмотре гинеколога. Однако для подтверждения результата проводят УЗИ диагностику и исследование уровня половых гормонов.

## Лечение
Лечение назначается исходя из степени заболевания. Как правило, это прием гормональных препаратов и физиотерапевтические процедуры, например, грязевые ванны, магнитотерапия.
Физиотерапевтические процедуры призваны улучшить кровообращение в матке и, таким образом, быстрее восстановить её нормальное состояние.

## Последствия
Главным последствием гипоплазии может быть ненаступление беременности, либо невынашивание плода.